# 고압의학
고압의학(영어: hyperbaric medicine)은 잠수의학의 특수한 한 형태로 순산소(100 % 산소)를 이용하여 비교적 낮은 압력 (2-3ATA)에서 일산화탄소 중독이나, 혐기성 근육 감염 등을 치료하는 잠수의학의 한 분과이다.
즉, 고압의학의 모든 문제는 잠수의학에 포함되지만 고산병, 해양생물 혹은 해양에서의 손상, 극지나 잠수함에서의 정신건강의학과적 문제, 감압병은 고압의학에서 벗어사는 잠수의학의 고유 영역이다.

## 고압의학의 적응증
- 공기가스색전증
- 일산화탄소중독
- 클로스트리움 근막염 및 가스 괴저
- 압궤손상, 구획증후군, 급성외상성허혈
- 감압병
- 망막동맥 폐색증
- 당뇨병성 족부 궤양
- 상처 치료
- 중증빈혈
- 뇌농양
- 괴사성 연조직 감염
- 난치성 골수염
- 방사선손상 (지연)
- 피부이식
- 화상
- 돌발성 난청

## 같이 보기
- 고압산소치료
- 잠수의학
- 감압병
- 일산화탄소중독